# Bufo roqueanus
Bufo roqueanus là một loài cóc thuộc họ Bufonidae.
Loài này có ở Brasil, Colombia, Ecuador, và Peru.
Môi trường sống tự nhiên của chúng là rừng ẩm vùng đất thấp nhiệt đới hoặc cận nhiệt đới và sông ngòi.